# 猶他湖裂鰭亞口魚
猶他湖裂鰭亞口魚（學名：Chasmistes fecundus）為輻鰭魚綱鯉形目亞口魚科的其中一種，為溫帶淡水魚，分布於北美洲美國猶他湖流域，生活習性不明。 